# Breaza
Breaza (pronunciació en romanès: [ˈBre̯aza]) és una ciutat del comtat de Prahova, Muntènia (Romania).
La ciutat tenia 15.928 habitants d'acord amb el cens del 2011. El centre de la ciutat consta d'almenys dos pobles antics, Podu Vadului i Breaza de Sus, que es van fusionar posteriorment. Avui en dia deu pobles formen part administrativa de la ciutat: Breaza de Jos, Breaza de Sus, Frăsinet, Gura Beliei, Irimești, Nistorești, Podu Corbului, Podu Vadului, Surdești i Valea Târsei.

## Història
El nom de la ciutat deriva d'una paraula eslava, breza, que significa "bedoll".
La ciutat es va documentar per primera vegada en un acte de 1503, esmentant un comerciant de Breaza anomenat "Neagoe". El 1622 la terra de Breaza es va dividir entre quatre boiars i el 1717, el nou governant de Valàquia, Nicolae Mavrocordat va cedir la possessió de Breaza al boier Iordache Crețulescu. La terra fou dividida per la reforma agrària de 1921 i el 1935 fou declarada balneari.

## Economia
Una de les principals ocupacions és l'agricultura i el treball tradicional de l'agulla, però molts habitants també es desplacen per treballar a les ciutats veïnes de Comarnic i Câmpina. El turisme també és important per a l'economia local i molts locals lloguen habitacions durant els mesos d'estiu.
A causa del seu entorn natural molt bell, situat entre turons, la ciutat ha estat durant molt de temps popular entre els habitants de Bucarest, que acostumen a tenir cases de vacances aquí. Entre les persones que es rumorejava que tenien segones residències a Breaza hi havia Adrian Păunescu i Valentin Ceaușescu.
També és la seu d'un museu d'art popular i un institut de secundària militar.

## Fills il·lustres
- Ion Cavași
- Constantin Dăscălescu
- Rareș Dogaru
- Florian Enache
- Dumitru Focșeneanu

## Clima
Breaza té un clima continental humit (Cfb a la classificació climàtica de Köppen).

## Referències

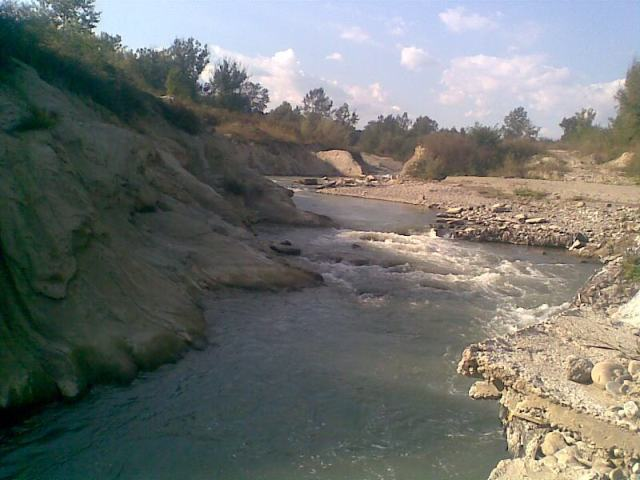
Riu Prahova a Breaza